# Pristava (Vojnik, Slovenija)
Pristava je naselje u slovenskoj Općini Vojniku. Pristava se nalazi u pokrajini Štajerskoj i statističkoj regiji Savinjskoj. 

## Stanovništvo
Prema popisu stanovništva iz 2002. godine naselje je imalo 121 stanovnika.